# Victor Schiøler
Victor Schiøler, född 7 april 1899 i Köpenhamn, död där 17 februari 1967, var en dansk pianist. Han var son till Victor Bendix.
Schiøler var elev till sin mor, pianisten Augusta Schiøler, och senare av Ignaz Friedman och Artur Schnabel i Berlin. Han debuterade som konsertmusiker 1914 och kom snabbt i första ledet bland danska konsertpianister. Från 1919 företog han talrika konsertresor i utlandet (bland annat Tyskland, Paris och London) samt var från 1930 anställd som ledare för operan och baletten vid Det Kongelige Teater.